# Fux

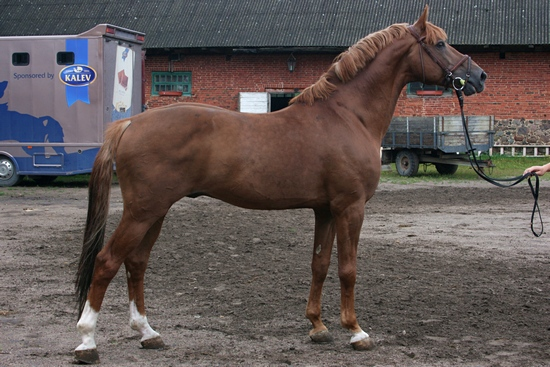
Mörk fux

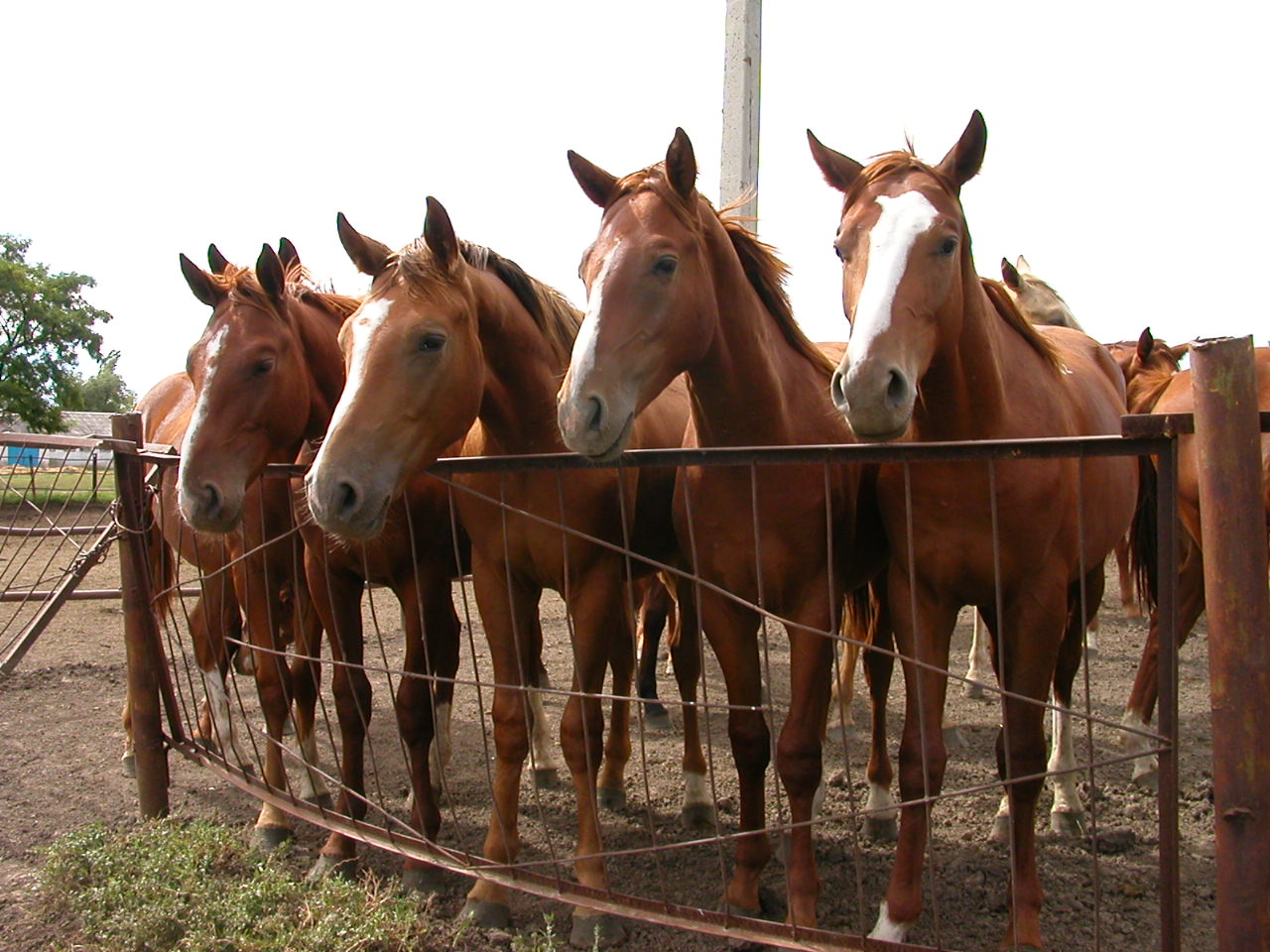
Fuxar

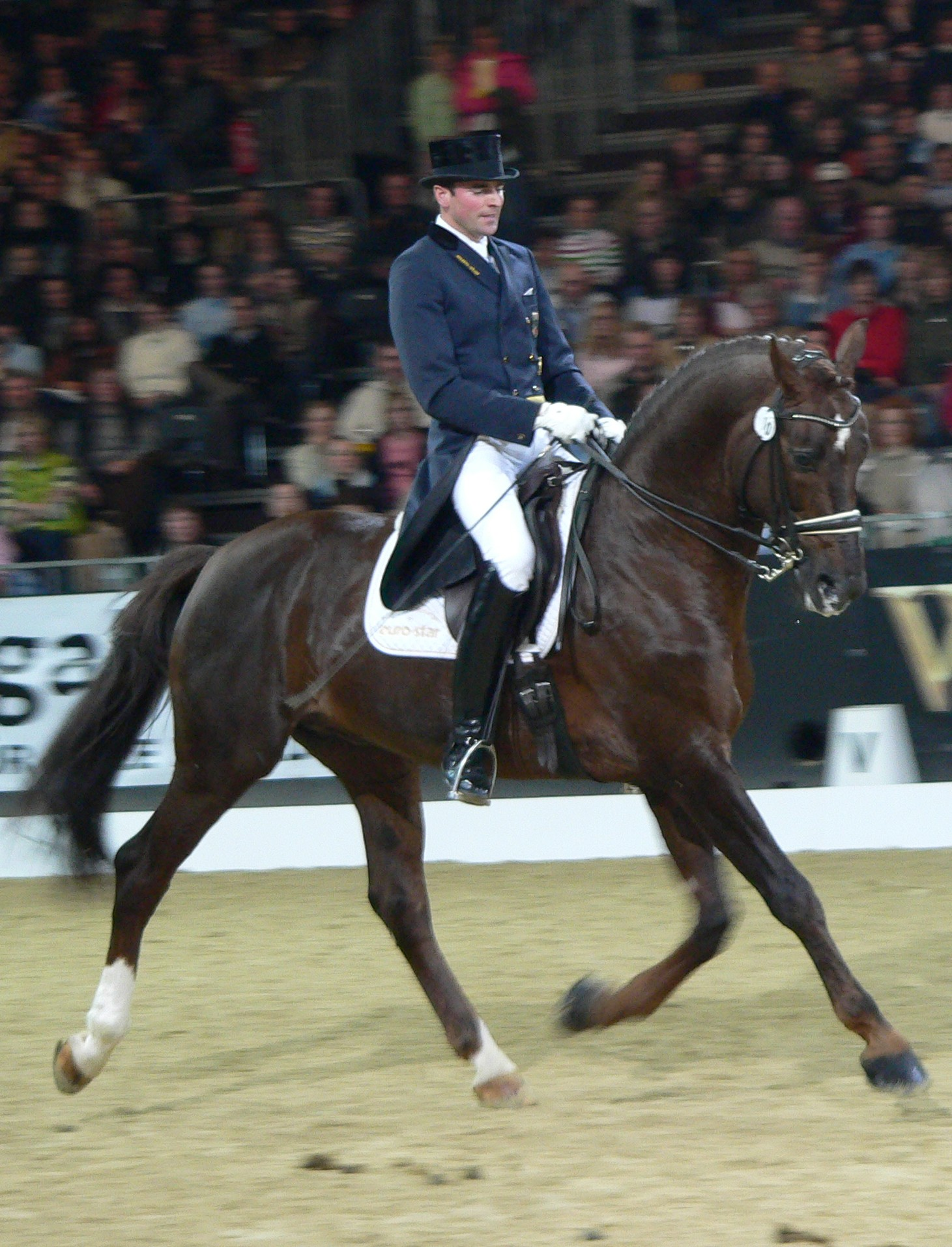
Mörk fux

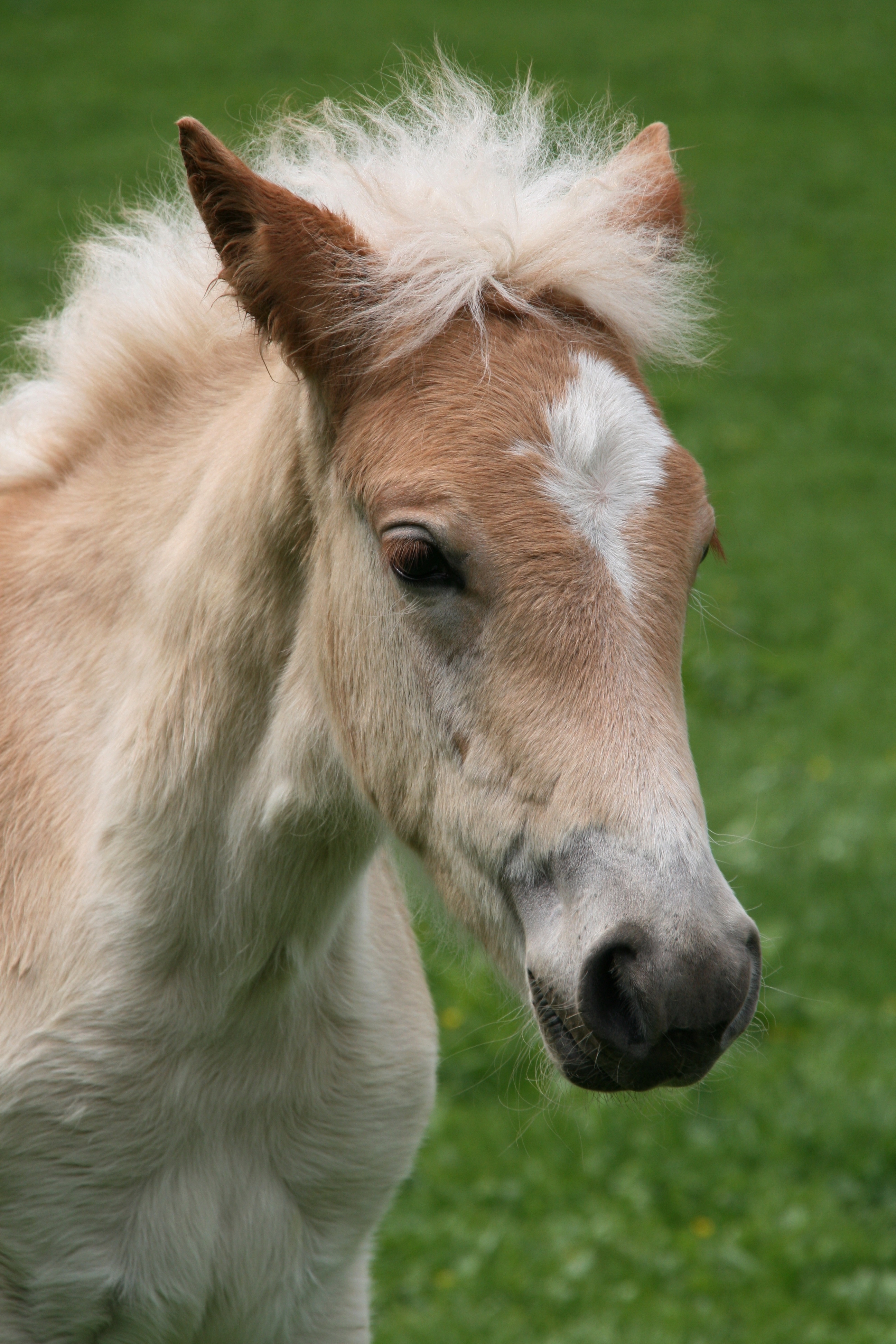
Ljust fuxföl med flax och mjölmule

Fux är en hästfärg. En fuxfärgad häst är rödbrun över hela kroppen med man och svans i samma, eller ljusare, nyans.
En fux med flax-anlag har ljus man och svans och är ofta ljusare på nederdelen av benen. Flaxfux-färgen förväxlas ofta med silver och isabell/palomino. En mörk fux kallas svettfux, leverfux eller ibland sotfux. Numera skall svettfuxen kallas för mörk fux.
Namnen på färgerna kan variera mellan olika land och raser, och ofta är de inte direkt översättningsbara. Till exempel baserar sig de flesta äldre namnsystem på fenotypen, medan modernare system fokuserar på genotypen.

## Etymologi
Benämningen fux kommer av det tyska språkets namn på samma hästfärg, fuchs eller fuchsfarbig. "Fuchs" betyder "räv" och "fuchsfarbig" betyder "rävfärgad", båda syftande på rödrävens rödbruna färg.

## Genetik
Fux/röd är tillsammans med rapp och brun en av basfärgerna. Alla fuxar är homozygota för recessiv extension (e), men kan bära på alla kombinationer av agouti (AA, Aa, aa). Det är generna extension och agouti som tillsammans bestämmer vilken grundfärg hästen har, alla andra färger bygger på dessa två gener. Om båda föräldrarna till ett föl är fuxar kan fölet endast bli fux. Fux är den minst dominanta färgen hos hästar, genen kan ligga dold i flera generationer och komma fram helt oväntat ur två hästar som bär på genen, men inte är fuxar själva.